# Canton de Gagny
Le canton de Gagny est une circonscription électorale française située dans le département de la Seine-Saint-Denis et la région Île-de-France.
À la suite du redécoupage cantonal de 2014, les limites territoriales du canton sont remaniées. Le nombre de communes du canton passe de 1 à 2.

## Histoire
- Le canton de Gagny est créée par le décret du 20 juillet 1967, lors de la constitution du département de la Seine-Saint-Denis. Il ne comprenait que la commune de Gagny[1].

- Avant 1967, il faisait partie du Canton du Raincy, dans le département de Seine-et-Oise.

- Un nouveau découpage territorial de la Seine-Saint-Denis entré en vigueur à l'occasion des premières élections départementales suivant le décret du 21 février 2014[2]. Les conseillers départementaux sont, à compter de ces élections, élus au scrutin majoritaire binominal mixte. Les électeurs de chaque canton élisent au Conseil départemental, nouvelle appellation du Conseil général, deux membres de sexe différent, qui se présentent en binôme de candidats. Les conseillers départementaux sont élus pour 6 ans au scrutin binominal majoritaire à deux tours, l'accès au second tour nécessitant 12,5 % des inscrits au 1er tour. En outre, la totalité des conseillers départementaux est renouvelée. Ce nouveau mode de scrutin nécessite un redécoupage des cantons dont le nombre est divisé par deux avec arrondi à l'unité impaire supérieure si ce nombre n'est pas entier impair, assorti de conditions de seuils minimaux[3]. En Seine-Saint-Denis, le nombre de cantons passe ainsi de 40 à 21.

Dans ce cadre, la commune de Neuilly-sur-Marne l'intègre le et canton de Neuilly-sur-Marne est supprimé.

## Représentation

### Représentation de 1967 à 2015
| Période       | Période                   | Identité        | Étiquette            | Qualité |
| ------------- | ------------------------- | --------------- | -------------------- | --- |
| 1967          | 21 septembre 1978 (décès) | Raymond Valenet | UDR puis RPR         | Ancien Directeur des plâtrières de Livry-Gargan Maire de Gagny (1959 → 1977) Conseiller général du Raincy (1961 → 1967) Député (1962 → 1978) Décédé en fonction |
| novembre 1978 | 1979                      | Michel Teulet   | RPR                  | Membre du cabinet de Jacques Chirac à Matignon |
| 1979          | 1980 (annulation)         | Claude Favretto | PCF                  | Maire de Gagny (1977 → 1983) |
| 1980          | 2015                      | Michel Teulet   | RPR puis UMP puis LR | Maire de Gagny (1995 → 2019) |

### Représentation depuis 2015
| Période élective | Période élective | Mandat | Mandat   | Identité             | Nuance | Nuance | Qualité |
| ---------------- | ---------------- | ------ | -------- | -------------------- | ------ | ------ | --- |
| 2015             | 2021             | 2015   | 2021     | Gaëtan Grandin       |        | LR     | Membre du cabinet de Valérie Pécresse au conseil régional d'Île-de-France Conseiller municipal du Raincy (2001 → 2008) Adjoint au maire de Gagny (2014 → 2019) |
| 2015             | 2021             | 2015   | 2021     | Marie-Blanche Pietri |        | LR     | Médecin généraliste à Bobigny |
| 2021             | 2028             | 2021   | en cours | Rolin Cranoly        |        | DVD    | Responsable activités de marché Adjoint au maire (2008 → 2019) puis maire de Gagny (2019 → )                                                                   |
| 2021             | 2028             | 2021   | en cours | Marie-Blanche Pietri |        | LR     | Conseillère sortante |

Rolin Cranoly a quitté Les Républicains en juin 2024 .

### Résultats détaillés

#### Élections de mars 2015
À l'issue du 1er tour des élections départementales de 2015, deux binômes sont en ballottage : Michèle Bailly et Aurélien Berthou (Union de la Gauche, 35,95 %) et Gaëtan Grandin et Marie-Blanche Pietri (Union de la Droite, 30,05 %). Le taux de participation est de 40,98 % (16 680 votants sur 40 698 inscrits) contre 36,83 % au niveau départemental et 50,17 % au niveau national. 
Au second tour, Gaëtan Grandin et Marie-Blanche Pietri (Union de la Droite) sont élus avec 50,07 % des suffrages exprimés et un taux de participation de 38,85 % (7 351 voix pour 15 813 votants et 40 698 inscrits).

#### Élections de juin 2021
Le premier tour des élections départementales de 2021 est marqué par un très faible taux de participation (33,26 % au niveau national). Dans le canton de Gagny, ce taux de participation est de 25,86 % (10 568 votants sur 40 870 inscrits) contre 24,35 % au niveau départemental. À l'issue de ce premier tour, deux binômes sont en ballottage : Rolin Cranoly et Marie-Blanche Pietri (LR, 63,15 %) et Élisabeth Pochon et Yannick Trigance (Union à gauche avec des écologistes, 28,48 %).
Le second tour des élections est marqué une nouvelle fois par une abstention massive équivalente au premier tour. Les taux de participation sont de 34,36 % au niveau national, 26,47 % dans le département et 27,94 % dans le canton de Gagny. Rolin Cranoly et Marie-Blanche Pietri (LR) sont élus avec 66,83 % des suffrages exprimés (7 201 voix pour 11 422 votants et 40 882 inscrits),,. 

## Composition

### Composition avant 2015
Le canton comptait une commune.
| Nom               | Code Insee | Codepostal | Superficie (km2) | Population (dernière pop. légale) | Densité (hab./km2) |
| ----------------- | ---------- | ---------- | ---------------- | --------------------------------- | ------------------ |
| Gagny (chef-lieu) | 93032      | 93220      | 6,83             | 39 172 (2012)                     | 5 735              |

### Composition depuis 2015
Le canton comprend désormais deux communes entières.
| Nom                           | Code Insee | Intercommunalité         | Superficie (km2) | Population (dernière pop. légale) | Densité (hab./km2) | Modifier                                    |
| ----------------------------- | ---------- | ------------------------ | ---------------- | --------------------------------- | ------------------ | ------------------------------------------- |
| Gagny (bureau centralisateur) | 93032      | Métropole du Grand Paris | 6,83             | 40 790 (2022)                     | 5 972              | modifier les données · modifier les données |
| Neuilly-sur-Marne             | 93050      | Métropole du Grand Paris | 6,86             | 38 799 (2022)                     | 5 656              | modifier les données · modifier les données |
| Canton de Gagny               | 9310       |                          | 13,69            | 79 589 (2022)                     | 5 814              | modifier les données                        |

## Démographie

### Démographie avant 2015
| 1968   | 1975   | 1982   | 1990   | 1999   | 2006   | 2011   | 2012   |
| ------ | ------ | ------ | ------ | ------ | ------ | ------ | ------ |
| 35 780 | 36 772 | 34 861 | 36 059 | 36 715 | 37 729 | 39 378 | 39 172 |

### Démographie depuis 2015
En 2022, le canton comptait 79 589 habitants, en évolution de +7,8 % par rapport à 2016 (Seine-Saint-Denis : +4,67 %, France hors Mayotte : +2,11 %).
| 2013   | 2018   | 2022   |
| ------ | ------ | ------ |
| 74 032 | 75 298 | 79 589 |